# Twist My Fingaz
Twist My Fingaz è un singolo del rapper statunitense YG, pubblicato il 15 luglio 2015 su etichetta Def Jam.

## Tracce
1. Twist My Fingaz – 4:15